# Ischnochiton contractus
Ischnochiton contractus är en blötdjursart som först beskrevs av Reeve 1847.  Ischnochiton contractus ingår i släktet Ischnochiton och familjen Ischnochitonidae. Inga underarter finns listade i Catalogue of Life.